# Libor Rouček

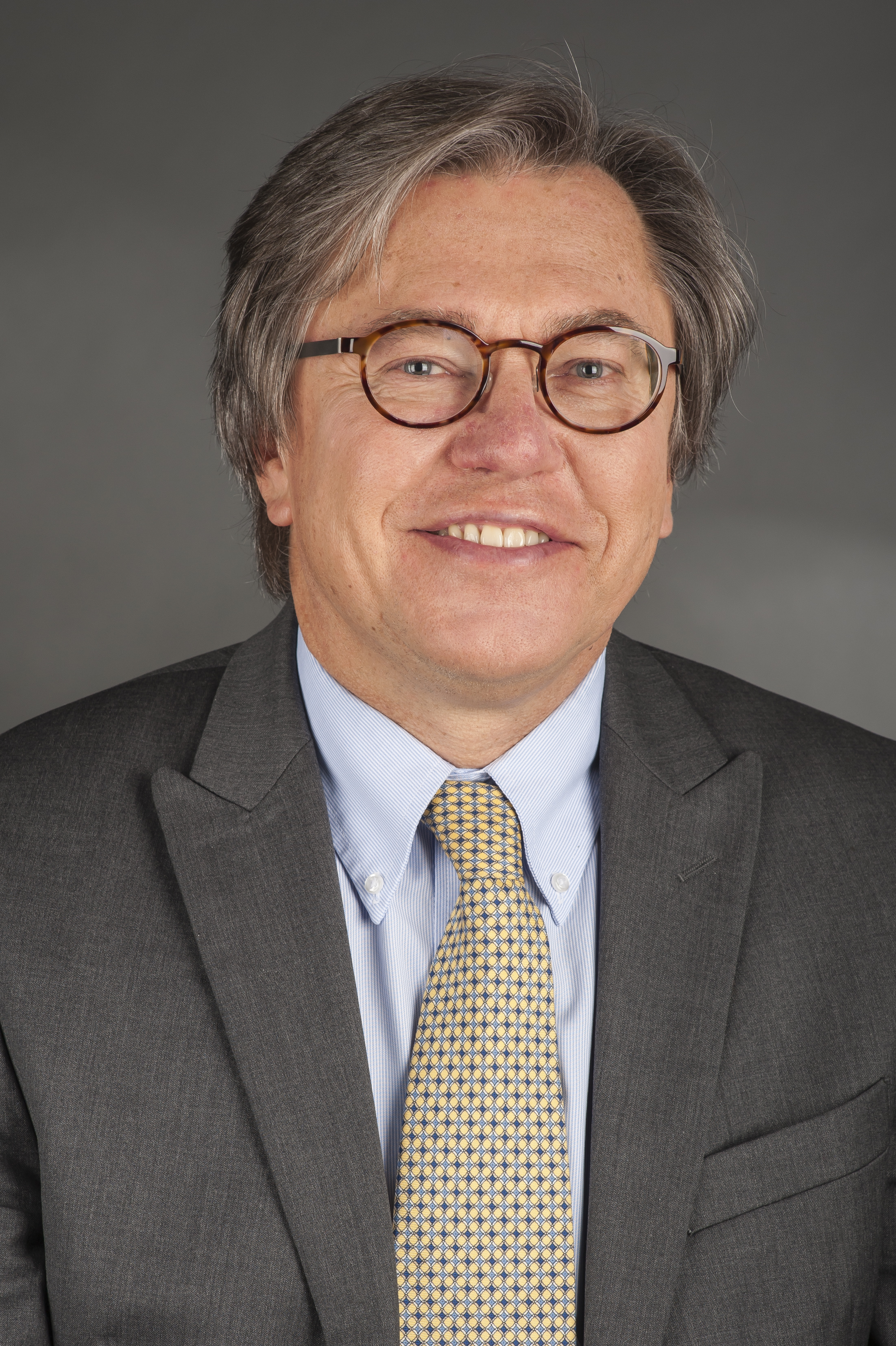
Libor Rouček

Libor Rouček (* 4. September 1954 in Kladno) ist ein tschechischer Politiker der sozialdemokratischen Partei SOCDEM. Seit der Europawahl 2004 ist er Mitglied des Europäischen Parlaments, seit der Europawahl 2009 zeitweise auch Vizepräsident des Parlaments und jetzt Vizepräsident seiner Fraktion.

## Leben
Während seiner Promotion an der Universität Wien im Fachbereich Politikwissenschaften und Soziologie mit Schwerpunkt im Bereich Internationale Beziehungen (1978–1984) begann Rouček 1980 als Dokumentar bei der Sozialdemokratischen Partei Österreichs (SPÖ) zu arbeiten. 1987 war er als Stipendiat bei der Smithsonian Institution in Washington, D.C., 1988 bis 1991 arbeitete er am US-amerikanischen Auslandssender Voice of America. 1991/1992 schließlich war er wissenschaftlicher Mitarbeiter am Royal Institute of International Affairs (Chatham House) in London.
1998 wurde Rouček Sprecher der tschechischen sozialdemokratischen Partei ČSSD sowie Sprecher der im selben Jahr ins Amt gewählten ČSSD-Regierung unter Miloš Zeman. 2002 wurde er in das tschechische Abgeordnetenhaus gewählt sowie stellvertretender Vorsitzender des Regionalverbands der ČSSD in Středočeský kraj. Im Abgeordnetenhaus war er stellvertretender Vorsitzender der ČSSD-Fraktion, des Europaausschusses sowie des Auswärtigen Ausschusses. Zudem leitete er von 2003 bis 2009 den für Außenpolitik zuständigen Parteiausschuss der ČSSD.
In Vorbereitung des tschechischen EU-Beitritts hatte Rouček ab 2003 ein Mandat als Beobachter im Europäischen Parlament. Bei der Europawahl 2004 wurde er schließlich in das Europäische Parlament gewählt und gab dafür seinen Sitz im tschechischen Abgeordnetenhaus auf. Im Parlament schloss er sich der sozialdemokratischen Fraktion an und war Mitglied sowie von 2006 bis 2009 erster stellvertretender Vorsitzender im Ausschuss für auswärtige Angelegenheiten, Menschenrechte, Gemeinsame Sicherheit und Verteidigungspolitik. Bei der Europawahl in der Tschechischen Republik 2009 gewann er erneut ein Mandat und wurde anschließend zum stellvertretenden Parlamentspräsidenten gewählt.
Zudem ist Rouček seit 2005 Vorsitzender der Union der Europäischen Föderalisten in Tschechien.
2023 wurde er mit dem Europäischen Karlspreis der Sudetendeutschen Landsmannschaft ausgezeichnet.

## Werke
- Die Tschechoslowakei und die Bundesrepublik Deutschland 1949 - 1983. Bestimmungsfaktoren, Entwicklungen und Probleme ihrer Beziehungen. Dissertation an der Universität Wien, 1984